# Giotto di Bondone
Giotto di Bondone, właśc. Angiolo di Bondone, zdrobniale Angiolotto (ur. ok. 1266, zm. 8 stycznia 1337 we Florencji) – włoski malarz i architekt, tercjarz franciszkański.
Do najważniejszych jego dzieł należą: freski w kaplicy Scrovegnich w Padwie, w kościele Santa Croce we Florencji i w bazylice św. Franciszka w Asyżu.

## Życiorys
Zgodnie z przekazami Lorenza Ghibertiego i Giorgia Vasariego, Cimabue miał zobaczyć rysunki owiec wykonane przez Giotta, gdy ten był jeszcze młodym pastuszkiem, i przyjąć go do swojego warsztatu. Choć trudno stwierdzić, na ile prawdziwa jest ta legenda, to za fakt uznaje się, iż Cimabue był mistrzem Giotta. Według innej legendy Cimabue wyszedł ze swojej pracowni zostawiając w niej swój obraz. Giotto dla żartu namalował małą muchę na nosie jednej z figur namalowanych przez Cimabue. Po powrocie Cimabue próbował odgonić muchę ze swojego obrazu, ponieważ była namalowana perfekcyjnie i mistrz myślał, że jest prawdziwa. Cimabue w latach 1288–1292 wykonywał freski w bazylice św. Franciszka w Asyżu. Wraz z mistrzem pojawił się i jego uczeń. Przy freskach pracowało wielu artystów m.in. z Rzymu i dzięki temu Giotto mógł zdobyć gruntowne wykształcenie. Utalentowany młody malarz był coraz częściej dopuszczany do pracy przy freskach i dzisiaj badacze wiodą spór o autorstwo poszczególnych malowideł. Z pewnością rola Giotta w malowaniu fresków stopniowo wzrastała, ale przypisywanie mu całości dzieła to uproszczenie wynikające z jego późniejszej sławy.
Niewykluczone, że młody Giotto wraz z mistrzem odbył podróże także do Pizy i Rzymu; przypisuje mu się fragmenty fresków z Bonifacym VIII w bazylice na Lateranie i medaliony z prorokami z Santa Maria Maggiore (ok. 1290). Po powrocie do Florencji Giotto ożenił się z Ciutą di Lapo del Pela. Mieli ośmioro dzieci: czterech synów i cztery córki.
We wczesnym okresie twórczości wykonał niemal 6-metrowy krucyfiks dla kościoła Santa Maria Novella we Florencji, poliptyk z Badii, Madonnę z Dzieciątkiem i Stygmatyzację św. Franciszka.
Według legendy papież Benedykt XI poszukując artystów, wysłał do Giotta posłańca, który zlecił artyście namalowanie jakiegoś dzieła dla papieża, które potwierdzałoby jego kunszt. Giotto namalował jednym ruchem idealny okrąg i wręczył go posłańcowi. Posłaniec myślał, że Giotto kpi z niego, ale papież po zobaczeniu okręgu Giotta zrozumiał, że tylko wspaniały artysta może namalować jednym ruchem idealny okrąg bez żadnych dodatkowych przyrządów. Według jednej z interpretacji okręgi namalowane przez Rembrandta na obrazie Autoportret z dwoma kołami nawiązują do legendy o okręgu Giotta.
W latach 1303–1305 Giotto pracował w Padwie, malując freski kaplicy Scrovegnich (dell’Arena). Wówczas po raz pierwszy pojawił się w źródłach pisanych; tym samym te freski to pierwsze chronologicznie dzieło, które bezdyskusyjnie mu przypisano. Kaplica poświęcona jest Marii i Jezusowi. Na ścianach bocznych umieszczono po trzy cykle obrazów, jeden nad drugim. Górny prawy cykl to sześć obrazów z życia Joachima i Anny, rodziców Marii. Górny lewy to sześć obrazów o życiu Marii do momentu Zwiastowania. Środkowy cykl to dwadzieścia dwa obrazy z życia Jezusa, usytuowane po obu stronach kaplicy. Natomiast cykle dolne to alegorie siedmiu cnót (strona prawa) i siedmiu grzechów głównych (strona lewa). Wszystkie cykle wiąże ze sobą fresk Sąd Ostateczny namalowany na ścianie nad wejściem do kaplicy. Freski w prezbiterium kaplicy Scrovegnich powstały po roku 1317 i wykonali je prawdopodobnie uczniowie Giotta.
Giottowi często przypisuje się autorstwo cyklu fresków świętego Franciszka w bazylice św. Franciszka w Asyżu, jednak część badaczy sprzeciwia się tej opinii. Brak jest źródeł, które jednoznacznie potwierdziłyby taką atrybucję (wspominają one tylko, że Giotto pracował w Asyżu albo nawet wymieniają bazylikę pod tym wezwaniem, ale bez podania konkretnego miejsca). Giorgio Vasari w połowie XVI w. jako pierwszy przypisał ten cykl Giottowi i do dziś tę opinię powtarza większość publikacji. Cykl został wykonany w górnym kościele, w dolnym pasie przedstawień. Łącznie namalowanych jest 28 scen, opartych na biografii św. Franciszka Legenda Maior pióra św. Bonawentury.
W latach 1310–1320 Giotto prowadził prace malarskie we florenckiej bazylice Santa Croce, dekorując freskami cztery kaplice. Od roku 1328 pracował w Neapolu na zlecenie Roberta Andegaweńskiego, króla Neapolu. Dekorował freskami kaplicę pałacową i stworzył cykl obrazów Sławni ludzie w wielkiej sali pałacu królewskiego. Po powrocie do Florencji w 1334 roku otrzymał stanowisko nadzorcy budowy miasta i katedry. Zaprojektował dzwonnicę, Ponte Carraia (most na rzece Arno), zmodernizował fortyfikacje.
Do jego uczniów należeli m.in. Taddeo Gaddi i Maso di Banco.
Wkrótce umarł w pełni sławy. Cennino Cennini, włoski malarz i teoretyk malarstwa napisał o nim: sztukę malarską zamienił z greckiej w łacińską i uczynił ją nowoczesną; jego dzieło było doskonalsze niż czyjekolwiek gdziekolwiek indziej. Giottem zachwycali się krytycy i malarze prawie każdej epoki: nazareńczycy, prerafaelici, malarze z Pont-Aven z Gauguinem na czele. Wszyscy doceniali skalę barw, harmonię koloru, zrównoważoną kompozycję i metafizyczny spokój malowanych postaci.

## Dzieła artysty

### Freski
- Freski w kaplicy Scrovegnich (dell'Arena) w Padwie namalowane w latach 1303–1306

| Tytuł                                 | Wielkość     | Grafika | Tytuł                              | Wielkość | Grafika | Tytuł                                        | Wielkość | Grafika |
| ------------------------------------- | ------------ | ------- | ---------------------------------- | -------- | ------- | -------------------------------------------- | -------- | ------- |
| Wypędzenie Joachima z świątyni        | 200 × 185 cm |         | Joachim wśród pasterzy             |          |         | Zwiastowanie św. Annie                       |          |         |
| Ofiara Joachima                       |              |         | Sen Joachima                       |          |         | Spotkanie przy Złotej Bramie                 |          |         |
| Narodziny Maryi                       |              |         | Ofiarowanie Maryi w świątyni       |          |         | Konkurenci przynoszą swe różdżki do świątyni |          |         |
| Czuwanie nad różdżkami                |              |         | Zaślubiny Maryi                    |          |         | Orszak weselny                               |          |         |
| Wysłanie archanioła Gabriela do Maryi |              |         | Zwiastowanie                       |          |         | Odwiedziny Elżbiety                          |          |         |
| Boże Narodzenie                       |              |         | Pokłon Trzech Króli                |          |         | Ofiarowanie Jezusa w świątyni                |          |         |
| Ucieczka do Egiptu                    |              |         | Rzeź niewiniątek                   |          |         | Chrystus wśród uczonych                      |          |         |
| Chrzest Chrystusa                     |              |         | Wesele w Kanie                     |          |         | Wskrzeszenie Łazarza                         |          |         |
| Wjazd do Jerozolimy                   |              |         | Wypędzenie przekupniów ze świątyni |          |         | Wręczenie srebrników Judaszowi               |          |         |
| Ostatnia Wieczerza                    |              |         | Chrystus umywa nogi apostołom      |          |         | Pocałunek Judasza                            |          |         |
| Chrystus przed Kajfaszem              |              |         | Biczowanie Chrystusa               |          |         | Droga na Golgotę                             |          |         |
| Ukrzyżowanie                          |              |         | Opłakiwanie Chrystusa              |          |         | Zmartwychwstanie                             |          |         |
| Wniebowstąpienie                      |              |         | Zesłanie Ducha Świętego            |          |         | Sąd Ostateczny                               |          |         |

| Grafika | Tytuł          | Wymiary w cm | Grafika | Tytuł             | Wymiary w cm | Grafika | Tytuł    | Wymiary w cm |
| ------- | -------------- | ------------ | ------- | ----------------- | ------------ | ------- | -------- | ------------ |
|         | Roztropność    | 120×60       |         | Głupota           | 120×55       |         | Męstwo   | 120×55       |
|         | Niestałość     | 120×55       |         | Wstrzemięźliwość  | 120×55       |         | Złość    | 120×55       |
|         | Sprawiedliwość | 120×60       |         | Niesprawiedliwość | 120×60       |         | Wiara    | 120×55       |
|         | Niewierność    | 120×55       |         | Dobroczynność     | 120×55       |         | Zazdrość | 120×55       |
|         | Nadzieja       | 120×60       |         | Rozpacz           | 120×60       |         |          |              |

- Freski Giotta w bazylice św. Franciszka w Asyżu

### Obrazy
- Madonna z Dzieciątkiem –  ok. 1310, tempera na desce 355 × 229,5 cm, Galeria Uffizi, Florencja
- Zaśnięcie Najświętszej Marii Panny –  po 1310, tempera na desce 51 × 179 cm, Gemäldegalerie, Berlin
- Pokłon Trzech Króli –  ok. 1320, tempera na desce 45 × 44 cm, Metropolitan Museum of Art, Nowy Jork
- Madonna z Dzieciątkiem –  ok. 1325-1330, tempera i złoto na desce 85,5 × 62 cm, National Gallery of Art, Waszyngton
- Święty Jan Ewangelista –  ok. 1325-1330, tempera i złoto na desce 81 × 55 cm, Museo Jacquemart-André, Chaalis
- Święty Wawrzyniec –  ok. 1325-1330, tempera i złoto na desce 81 × 55 cm, Museo Jacquemart-André, Chaalis
- Święty Szczepan –  ok. 1330-1335, tempera i złoto na desce 84 × 54 cm, Museo Horne, Florencja